# Isuzujori-hime
Isuzujori-hime (japonsky: 五十鈴依媛) byla legendární japonská císařovna choť jako manželka císaře Suizei, druhého legendárního japonského císaře. Byla matkou císaře Annei. Podle historických záznamů je považována za prabohyni mistrů Šiki.

## Život
Ve druhém roce, během jarního období Suizeiovy vlády, byla jmenována císařovnou. Později, v prvním roce, v 10. měsíci, 11. dne vlády jejího syna císaře Annei, jí udělil titul kodaigo (císařovna vdova). Říká se, že se narodila jako dcera boha Kotošironušiho a sestra Himetatarajsuzu-hime, první japonské císařovny a první manželky císaře Džimmu. Byla důležitou mytologickou postavou v Nihonšoki (Japonské kroniky).